# 暴力団 (1928年の映画)
『暴力団』（ぼうりょくだん、The Racket）は、ルイス・マイルストン監督による1928年のアメリカ合衆国の映画である。ハワード・ヒューズの製作映画であり、パラマウント映画が配給した。バートレット・コーマックによる舞台劇が原作となっている。

## 概要
警察と行政の腐敗を描いていたため、シカゴでは原作の戯曲共々上映禁止となった。
1951年にRKOにより"The Racket"としてリメイクされている。
フィルムは長い間失われていたが、ネバダ大学ラスベガス校のハワード・ヒューズコレクションからプリントが発見され、2016年にAcademy Film Archiveが所蔵した。

## あらすじ
マキッグ警部は、実業家ニック・スカーシを酒の密造等のかどで検挙するが、そのたびにニックはある実力者によって助けられては釈放されていた。ある晩、ニックが弟ジョーの誕生日パーティーをしていたところ、ニックと対立するスパイクが部下を伴って酒場に乱入し、ニックはスパイクを返り討ちにした。マキッグ警部はニックを逮捕するものの、数日後に選挙が控えていたため、ある実力者が警察に圧力をかけた結果、逆にマキッグ警部が市外の警察署長に左遷されてしまった。
今度はジョーが飲酒運転でひき逃げをしたかどでマキッグの部下のジョンソン巡査に逮捕され、その際もある実力者からの干渉はあったが、マキッグはそれをはねのけ、ジョーを裁判にかける手続きを進めた。ニックはジョーの釈放のために警察を訪れた際、その場にいたジョンソン巡査を誘惑するが、逆にジョンソン巡査から自分が証人になると告げられたため、ニックはジョンソンを射殺し、居合わせた新聞記者エームズを殴って逃走するが、すぐに逮捕された。その際、現場に拳銃を落としたまま逃走したため、ニックは法廷に出頭せざるを得ず、マキッグはニックの保釈命令を破棄した。
マキッグが新聞紙上で事件の全容を明らかにしたため、黒幕はニックがいると選挙が不利になると考え、部下にニックを脱走させたうえでマキッグの目の前でニックを射殺させた。

## キャスト
- トーマス・ミーアン
- マリー・プレヴォー
- ルイス・ウォルハイム
- ジョージ・E・ストーン
- ジョン・ダーロウ
- スキーツ・ギャラガー
- リー・モラン
- ルシアン・プリヴァル
- トニー・マーロ
- サム・ド・グラッス
- バー・マッキントッシュ
- G・パット・コリンズ

## 評価
第1回アカデミー賞作品賞にノミネートされた。